# كلايف تومسون (رجل أعمال)
كلايف تومسون (بالإنجليزية: Clive Thompson)‏ هو شخصية أعمال بريطاني، ولد في 4 أبريل 1943.